# His Trysting Place
His Trysting Place  este un film american de comedie din 1914. Este produs de Mack Sennett și scris și regizat de Charlie Chaplin. În alte roluri interpretează actorii Mabel Normand, Mack Swain și Phyllis Allen.

## Distribuție
- Charlie Chaplin - Clarence
- Mabel Normand - Mabel
- Mack Swain - Ambrose
- Phyllis Allen - soția lui Ambrose